# Danh sách cầu thủ tham dự Cúp bóng đá Trung Mỹ 2014

## Belize
Huấn luyện viên:  Leroy Sherrier Lewis
| 0#0 | Vị trí | Cầu thủ                | Ngày sinh và tuổi           | Câu lạc bộ              |
| --- | ------ | ---------------------- | --------------------------- | ----------------------- |
|     | TM     | Woodrow West           | 19 tháng 9, 1985 (28 tuổi)  | Belmopan Bandits        |
|     | TM     | Frank Lopez            |                             |                         |
|     | TM     | Shane Orio             |                             | C.D. Suchitepéquez      |
|     | HV     | Dalton Eiley           |                             | Placencia Assassins     |
|     | HV     | Ian Gaynair            |                             | Belmopan Bandits        |
|     | HV     | Evral Reginald Trapp   |                             |                         |
|     | HV     | Elroy Smith            |                             | Deportes Savio          |
|     | HV     | Felix Salvador Miranda |                             |                         |
|     | TV     | Andres Makin           |                             |                         |
|     | TV     | Harrison Roches        |                             | C.D. Marathón           |
|     | TV     | Denmark Casey          |                             |                         |
|     | TV     | Daniel Jimenez         |                             | Belize Defence Force FC |
|     | TV     | Delone Darren Torres   |                             |                         |
|     | TV     | Trevor Lennon          |                             |                         |
|     | TV     | John King              | 13 tháng 11, 1993 (20 tuổi) | Belize Defence Force FC |
|     | TĐ     | Deon McCaulay          | 20 tháng 9, 1987 (26 tuổi)  | Atlanta Silverbacks     |
|     | TĐ     | Jarret Nicholas Davis  |                             |                         |
|     | TĐ     | Evan Mariano           |                             | Police United FC        |
|     | TĐ     | Highking Roberts       |                             |                         |
|     | TĐ     | Jerome James           |                             |                         |
|     | TĐ     | Clifton Jair West      |                             |                         |

## Costa Rica
Huấn luyện viên:  Paulo Wanchope
| 0#0 | Vị trí | Cầu thủ             | Ngày sinh và tuổi           | Câu lạc bộ         |
| --- | ------ | ------------------- | --------------------------- | ------------------ |
| 1   | TM     | Daniel Cambronero   | 1 tháng 12, 1987 (26 tuổi)  | Herediano          |
| 18  | TM     | Patrick Pemberton   | 24 tháng 4, 1982 (32 tuổi)  | Alajuelense        |
| 13  | TM     | Kevin Briceño       | 21 tháng 10, 1991 (22 tuổi) | Saprissa           |
| 17  | HV     | Dave Myrie          | 1 tháng 6, 1988 (26 tuổi)   | Herediano          |
| 4   | HV     | Juan Diego Madrigal | 21 tháng 5, 1987 (27 tuổi)  | Cartaginés         |
| 6   | HV     | Oscar Duarte        | 3 tháng 6, 1989 (25 tuổi)   | Club Brugge KV     |
| 26  | HV     | Pablo Salazar       | 21 tháng 11, 1982 (31 tuổi) | Herediano          |
| 3   | HV     | Porfirio Lopez      | 10 tháng 9, 1985 (28 tuổi)  | Alajuelense        |
| 2   | HV     | Johnny Acosta       | 21 tháng 7, 1983 (31 tuổi)  | Alajuelense        |
| 14  | HV     | Christopher Meneses | 2 tháng 5, 1990 (24 tuổi)   | IFK Norrköping     |
| 19  | HV     | Roy Miller          | 24 tháng 11, 1984 (29 tuổi) | New York Red Bulls |
| 11  | TV     | Jose Sanchez        | 20 tháng 5, 1987 (27 tuổi)  | Herediano          |
| 23  | TV     | Juan Gabriel Bustos | 9 tháng 7, 1992 (22 tuổi)   | Saprissa           |
| 25  | TV     | Manfred Russell     | 25 tháng 9, 1988 (25 tuổi)  | Saprissa           |
| 8   | TV     | Esteban Granados    | 25 tháng 10, 1985 (28 tuổi) | Herediano          |
| 22  | TV     | Jose Miguel Cubero  | 14 tháng 2, 1987 (27 tuổi)  | Blackpool F.C.     |
| 5   | TV     | Celso Borges        | 27 tháng 5, 1988 (26 tuổi)  | AIK                |
| 16  | TV     | Johan Condega       | 15 tháng 3, 1984 (30 tuổi)  | Cartaginés         |
| 20  | TV     | Rodney Wallace      | 17 tháng 6, 1988 (26 tuổi)  | Portland Timbers   |
| 24  | TĐ     | Johan Venegas       | 27 tháng 11, 1988 (25 tuổi) | Alajuelense        |
| 12  | TĐ     | Joel Campbell       | 26 tháng 6, 1992 (22 tuổi)  | Arsenal F.C.       |
| 21  | TĐ     | Marco Ureña         | 5 tháng 3, 1990 (24 tuổi)   | FC Kuban Krasnodar |
| 9   | TĐ     | Jonathan Moya       | 6 tháng 1, 1992 (22 tuổi)   | Uruguay            |
| 7   | TĐ     | David Ramírez       | 28 tháng 5, 1993 (21 tuổi)  | Saprissa           |
| 15  | TĐ     | Armando Alonso      | 21 tháng 3, 1984 (30 tuổi)  | Alajuelense        |
| 10  | TĐ     | Bryan Ruiz          | 18 tháng 8, 1985 (29 tuổi)  | Fulham             |

Ghi chú
1. ↑  Duarte was removed from the squad after two match dates.
2. ↑  Miller was added to the squad after two match dates.
3. ↑  Sanchez was added to the squad after two match dates.
4. ↑  Russell was added to the squad after two match dates.
5. ↑  Borges was removed from the squad after two match dates.
6. ↑  Wallace was removed from the squad after two match dates.
7. ↑  Campbell was removed from the squad after two match dates.
8. ↑  Ureña was removed from the squad after two match dates.
9. ↑  Moya was added to the squad after two match dates.
10. ↑  Ruiz was added to the squad after two match dates.

## El Salvador
Huấn luyện viên:  Albert Roca
| 0#0 | Vị trí | Cầu thủ           | Ngày sinh và tuổi           | Câu lạc bộ            |
| --- | ------ | ----------------- | --------------------------- | --------------------- |
| 1   | TM     | Henry Hernandez   | 4 tháng 1, 1985 (29 tuổi)   | Isidro Metapán        |
| 2   | HV     | Xavier Garcia     | 26 tháng 6, 1990 (24 tuổi)  | FAS                   |
| 3   | HV     | Milton Molina     | 2 tháng 2, 1989 (25 tuổi)   | Isidro Metapán        |
| 4   | HV     | Ibsen Castro      | 24 tháng 10, 1988 (25 tuổi) | Águila                |
| 5   | HV     | Alexander Mendoza | 4 tháng 6, 1990 (24 tuổi)   | FAS                   |
| 6   | TV     | Richard Menjivar  | 31 tháng 10, 1990 (23 tuổi) | San Antonio Scorpions |
| 7   | TV     | Marvin Monterrosa | 3 tháng 3, 1991 (23 tuổi)   | Isidro Metapán        |
| 8   | TV     | Darwin Cerén      | 31 tháng 12, 1989 (24 tuổi) | Orlando City          |
| 9   | TĐ     | Rafael Burgos     | 3 tháng 6, 1988 (26 tuổi)   | Minnesota United      |
| 10  | TV     | Kevin Santamaria  | 21 tháng 1, 1991 (23 tuổi)  | Municipal             |
| 11  | TĐ     | Jonathan Águila   | 11 tháng 11, 1990 (23 tuổi) | FAS                   |
| 12  | TV     | Arturo Alvarez    | 28 tháng 6, 1985 (29 tuổi)  | Videoton              |
| 13  | TV     | Alexander Larín   | 27 tháng 6, 1992 (22 tuổi)  | Herediano             |
| 14  | TV     | Andrés Flores     | 31 tháng 8, 1990 (24 tuổi)  | New York Cosmos       |
| 15  | HV     | Nestor Renderos   | 10 tháng 9, 1988 (25 tuổi)  | Santa Tecla           |
| 16  | TV     | Narciso Orellana  | 28 tháng 1, 1995 (19 tuổi)  | Isidro Metapán        |
| 17  | HV     | Juan Barahona     | 12 tháng 2, 1996 (18 tuổi)  | Santa Tecla           |
| 18  | TM     | Élmer Iglesias    | 5 tháng 5, 1992 (22 tuổi)   | Alianza               |
| 19  | TV     | Junior Burgos     | 14 tháng 8, 1988 (26 tuổi)  | Atlanta Silverbacks   |
| 20  | TĐ     | Denis Pineda      | 1 tháng 4, 1996 (18 tuổi)   | UANL                  |
| 22  | TM     | Derby Carrillo    | 19 tháng 9, 1987 (26 tuổi)  | Santa Tecla           |

## Guatemala
Huấn luyện viên:  Iván Franco Sopegno
| 0#0 | Vị trí | Cầu thủ                   | Ngày sinh và tuổi          | Câu lạc bộ         |
| --- | ------ | ------------------------- | -------------------------- | ------------------ |
|     | TM     | Ricardo Antonio Jerez     |                            | Alianza Petrolera  |
|     | TM     | Luis Pedro Molina         | 4 tháng 6, 1977 (37 tuổi)  | Marquense          |
|     | TM     | Paulo Cesar Motta         | 29 tháng 3, 1982 (32 tuổi) | Mictlán            |
|     | HV     | Carlos Mauricio Castrillo |                            | Comunicaciones     |
|     | HV     | Carlos Eduardo Gallardo   |                            | Marquense          |
|     | HV     | Johny Giron               |                            | Xelajú             |
|     | HV     | Wilson Lalin              |                            | Comunicaciones     |
|     | HV     | Rafael Morales            | 6 tháng 4, 1988 (26 tuổi)  | Saprissa           |
|     | HV     | Elias Vasquez             |                            | Dorados de Sinaloa |
|     | TV     | Jorge Aparicio            |                            | Comunicaciones     |
|     | TV     | Marvin Avila              |                            | Municipal          |
|     | TV     | Gerardo Arias             |                            | Petapa             |
|     | TV     | José Manuel Contreras     |                            | Comunicaciones     |
|     | TĐ     | Kendal Herrarte           |                            | Comunicaciones     |
|     | TV     | Carlos Mejia              |                            | Comunicaciones     |
|     | TV     | Jean Marquez              |                            | Comunicaciones     |
|     | TĐ     | Jairo Arreola             |                            | Comunicaciones     |
|     | TĐ     | Marvin Ceballos           |                            | Comunicaciones     |
|     | TV     | Marco Pappa               |                            | Seattle Sounders   |
|     | TĐ     | Nelson Enrique Miranda    |                            | Comunicaciones     |
|     | TĐ     | Carlos Ruiz               |                            | Municipal          |

## Honduras
Huấn luyện viên:  Hernán Medford
| 0#0 | Vị trí | Cầu thủ              | Ngày sinh và tuổi           | Câu lạc bộ              |
| --- | ------ | -------------------- | --------------------------- | ----------------------- |
|     | TM     | Luis López Fernández | 3 tháng 9, 1993 (21 tuổi)   | Real España             |
|     | TM     | Kevin Hernandez      | 21 tháng 12, 1985 (28 tuổi) | Real España             |
|     | TM     | Yul Arzu             | 21 tháng 10, 1986 (27 tuổi) | Marathón                |
|     | HV     | Bryan Acosta         | 24 tháng 11, 1993 (20 tuổi) | Real España             |
|     | HV     | Henry Figueroa       | 28 tháng 12, 1992 (21 tuổi) | Motagua                 |
|     | HV     | Juan Pablo Montes    | 26 tháng 10, 1985 (28 tuổi) | Motagua                 |
|     | HV     | Wilfredo Barahona    | 31 tháng 1, 1983 (31 tuổi)  | Real España             |
|     | HV     | Wilmer Crisanto      | 24 tháng 6, 1989 (25 tuổi)  | Motagua                 |
|     | HV     | Javier Portillo      | 10 tháng 6, 1981 (33 tuổi)  | Olimpia                 |
|     | HV     | Romell Quioto        | 9 tháng 8, 1991 (23 tuổi)   | Olimpia                 |
|     | HV     | Johnny Leveron       | 7 tháng 2, 1990 (24 tuổi)   | Vancouver Whitecaps FC  |
|     | HV     | Erick Norales        | 11 tháng 2, 1985 (29 tuổi)  | Indy Eleven             |
|     | TV     | Edder Delgado        | 20 tháng 11, 1986 (27 tuổi) | Real España             |
|     | TV     | Diego Reyes          | 11 tháng 1, 1990 (24 tuổi)  | Marathón                |
|     | TV     | Juan Rodriguez       | 16 tháng 1, 1988 (26 tuổi)  | Parrillas One           |
|     | TV     | Carlos Discua        | 20 tháng 9, 1984 (29 tuổi)  | Motagua                 |
|     | TV     | Wilmer Fuentes       | 21 tháng 4, 1992 (22 tuổi)  | Marathón                |
|     | TV     | Mario Martinez       | 30 tháng 7, 1989 (25 tuổi)  | Barcelona Sporting Club |
|     | TĐ     | Bryan Róchez         | 1 tháng 1, 1995 (19 tuổi)   | Real España             |
|     | TĐ     | Rony Martínez        | 16 tháng 8, 1987 (27 tuổi)  | Real Sociedad           |
|     | TĐ     | Anthony Lozano       | 25 tháng 4, 1993 (21 tuổi)  | Olimpia                 |
|     | TĐ     | Carlos Will Mejía    | 29 tháng 9, 1983 (30 tuổi)  | Olimpia                 |
|     | TĐ     | Jonathan Mejía       | 7 tháng 1, 1989 (25 tuổi)   | Cádiz CF                |

Ghi chú
1. ↑  Quioto was removed from the squad after two match dates.
2. ↑  Fuentes was added to the squad after two match dates.
3. ↑  Martínez was removed from the squad after two match dates.
4. ↑  Martínez was added to the squad after two match dates.

## Nicaragua
Huấn luyện viên:  Enrique Llena
| 0#0 | Vị trí | Cầu thủ              | Ngày sinh và tuổi          | Câu lạc bộ                |
| --- | ------ | -------------------- | -------------------------- | ------------------------- |
|     | TM     | Justo Lorente        | 27 tháng 2, 1984 (30 tuổi) | Real Estelí F.C.          |
|     | TM     | Lester Jose Acevedo  |                            | Diriangén FC              |
|     | HV     | Donald Parrales      |                            | Deportivo Walter Ferretti |
|     | HV     | Alejandro Tapia      |                            | Deportivo Walter Ferretti |
|     | HV     | Luis Fernando Copete | 12 tháng 2, 1989 (25 tuổi) | Deportivo Walter Ferretti |
|     | TV     | Jason Casco          |                            | Deportivo Walter Ferretti |
|     | HV     | David Solarzano      |                            | Diriangén FC              |
|     | HV     | Erick Tellez         |                            | Diriangén FC              |
|     | HV     | Manuel Rosas         |                            | Real Estelí F.C.          |
|     | HV     | Josue Quijano        |                            | Deportivo Walter Ferretti |
|     | TV     | Elmer Mejia          |                            | Real Estelí F.C.          |
|     | TV     | Medardo Martinez     |                            | Managua F.C.              |
|     | TV     | Walmer Otero         |                            |                           |
|     | TV     | Elvis Pinel          |                            | Real Estelí F.C.          |
|     | TĐ     | Javier Dolmo         |                            | Deportivo Walter Ferretti |
|     | TĐ     | Eulises Pavon        | 6 tháng 1, 1993 (21 tuổi)  | Diriangén FC              |
|     | TĐ     | Juan Barrera         |                            | Real Estelí F.C.          |
|     | TĐ     | Daniel Cadena        | 9 tháng 2, 1987 (27 tuổi)  | Deportivo Walter Ferretti |

## Panama
Huấn luyện viên:  Hernán Darío Gómez
| 0#0 | Vị trí | Cầu thủ           | Ngày sinh và tuổi           | Câu lạc bộ               |
| --- | ------ | ----------------- | --------------------------- | ------------------------ |
|     | TM     | Jaime Penedo      | 26 tháng 9, 1981 (32 tuổi)  | LA Galaxy                |
|     | TM     | Óscar McFarlane   | 29 tháng 11, 1980 (33 tuổi) | Pérez Zeledón            |
|     | HV     | Adolfo MaTchado   | 14 tháng 2, 1985 (29 tuổi)  | Saprissa                 |
|     | HV     | Angel Patrick     | 27 tháng 2, 1992 (22 tuổi)  | Árabe Unido              |
|     | HV     | Carlos Rodríguez  | 12 tháng 4, 1990 (24 tuổi)  | Fortaleza                |
|     | HV     | Erick Davis       | 31 tháng 3, 1991 (23 tuổi)  | Sporting San Miguelito   |
|     | HV     | Harold Cummings   | 1 tháng 3, 1992 (22 tuổi)   | Juan Aurich              |
|     | HV     | Richard Peralta   | 20 tháng 9, 1993 (20 tuổi)  | Alianza                  |
|     | HV     | Roberto Chen      | 24 tháng 5, 1994 (20 tuổi)  | Málaga                   |
|     | HV     | Román Torres      | 20 tháng 3, 1986 (28 tuổi)  | Millonarios              |
|     | TV     | Alberto Quintero  | 18 tháng 12, 1987 (26 tuổi) | Zacatecas                |
|     | TV     | Amílcar Henríquez | 2 tháng 8, 1983 (31 tuổi)   | Árabe Unido              |
|     | TV     | Armando Cooper    | 26 tháng 11, 1987 (26 tuổi) | Godoy Cruz               |
|     | TV     | Gabriel Gómez     | 29 tháng 5, 1984 (30 tuổi)  | Herediano                |
|     | TV     | Rolando Escobar   | 24 tháng 10, 1981 (32 tuổi) | Deportivo Anzoátegui     |
|     | TĐ     | Alfredo Stephens  | 25 tháng 12, 1994 (19 tuổi) | Chorrillo                |
|     | TĐ     | Blas Pérez        | 13 tháng 3, 1981 (33 tuổi)  | Dallas                   |
|     | TĐ     | Darwin Pinzon     | 2 tháng 4, 1994 (20 tuổi)   | Sporting San Miguelito   |
|     | TĐ     | Nicolás Muñoz     | 21 tháng 12, 1981 (32 tuổi) | Isidro Metapán           |
|     | TĐ     | Roberto Nurse     | 16 tháng 12, 1983 (30 tuổi) | UAT                      |
|     | TĐ     | Gabriel Torres    | 31 tháng 10, 1988 (25 tuổi) | Colorado Rapids          |
|     | TĐ     | Francisco Narbon  | 11 tháng 2, 1995 (19 tuổi)  | James Madison University |

Ghi chú
1. ↑  Stephens was removed from the squad after two match dates.
2. ↑  Muñoz was removed from the squad after two match dates.
3. ↑  Torres was added to the squad after two match dates.
4. ↑  Narbon was added to the squad after two match dates.